# Waalre
Waalre es un municipio de la provincia de Brabante Septentrional en los Países Bajos, al sur de Eindhoven y comprendido en su área metropolitana. El 30 de abril de 2017 contaba con una población de 16.953 habitantes. La superficie del ayuntamiento ocupa 22,43 km², de los que 0,26 km² están ocupados por el agua, con una densidad de 757 h/km². Fue creado en 1926 por la fusión de dos antiguos municipios: Waalre y Aalst.
Atravesado por el río Dommel, ocupa tierras que fueron de cultivo. Originalmente sus viviendas eran en su mayoría granjas de tipo alargado, transformándose ya en el siglo XIX por la construcción de la carretera entre Bolduque y Hasselt, en torno a la cual creció Aalst, y el establecimiento de fábricas de cigarrillos y de tejidos.

## Galería de imágenes

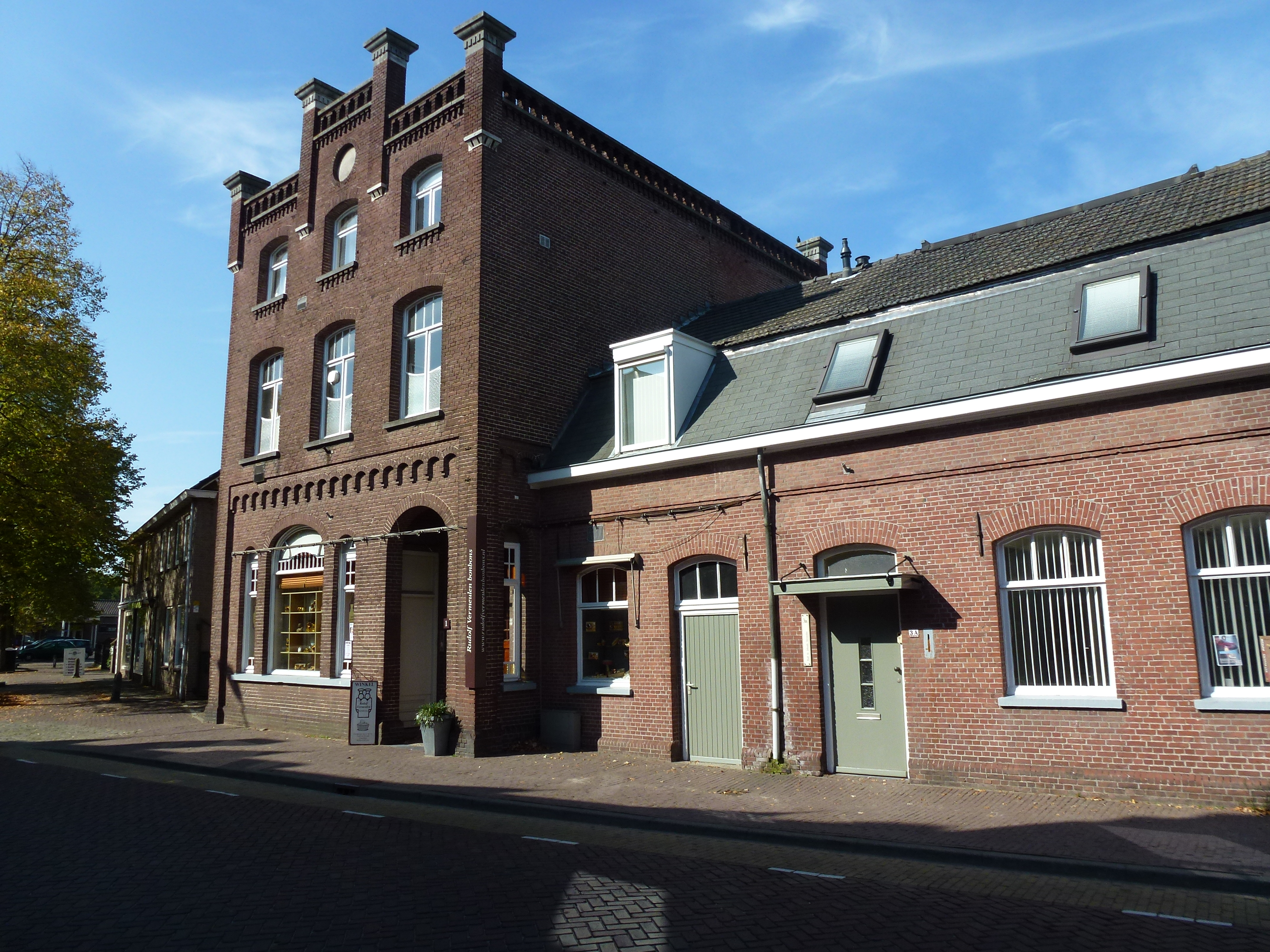
Waalre: fábrica de cigarrillos (inicio siglo XX)
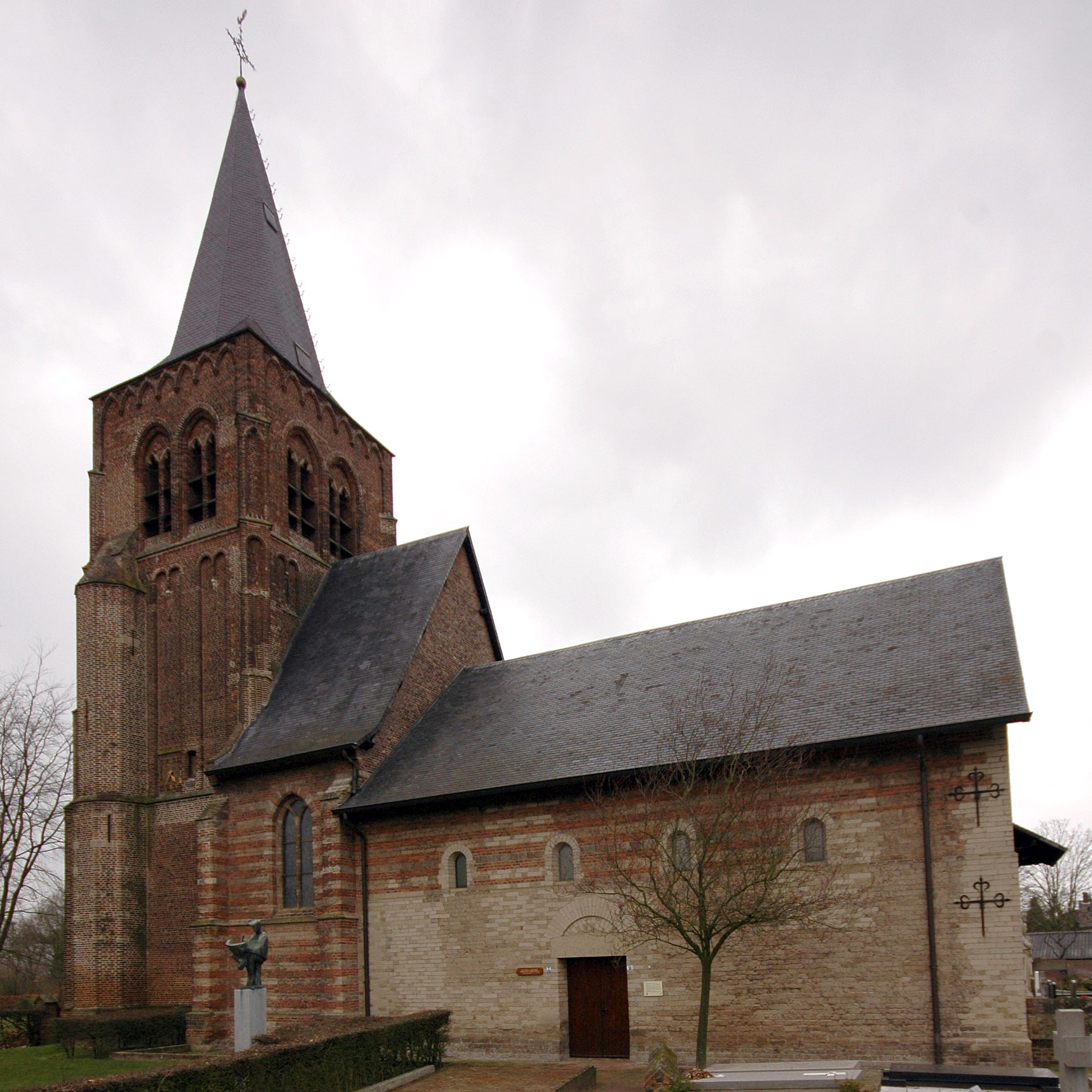
Waalre: iglesia vieja de San Willibrord, iniciada en el siglo XII con elementos del XV en la torre y la ampliación
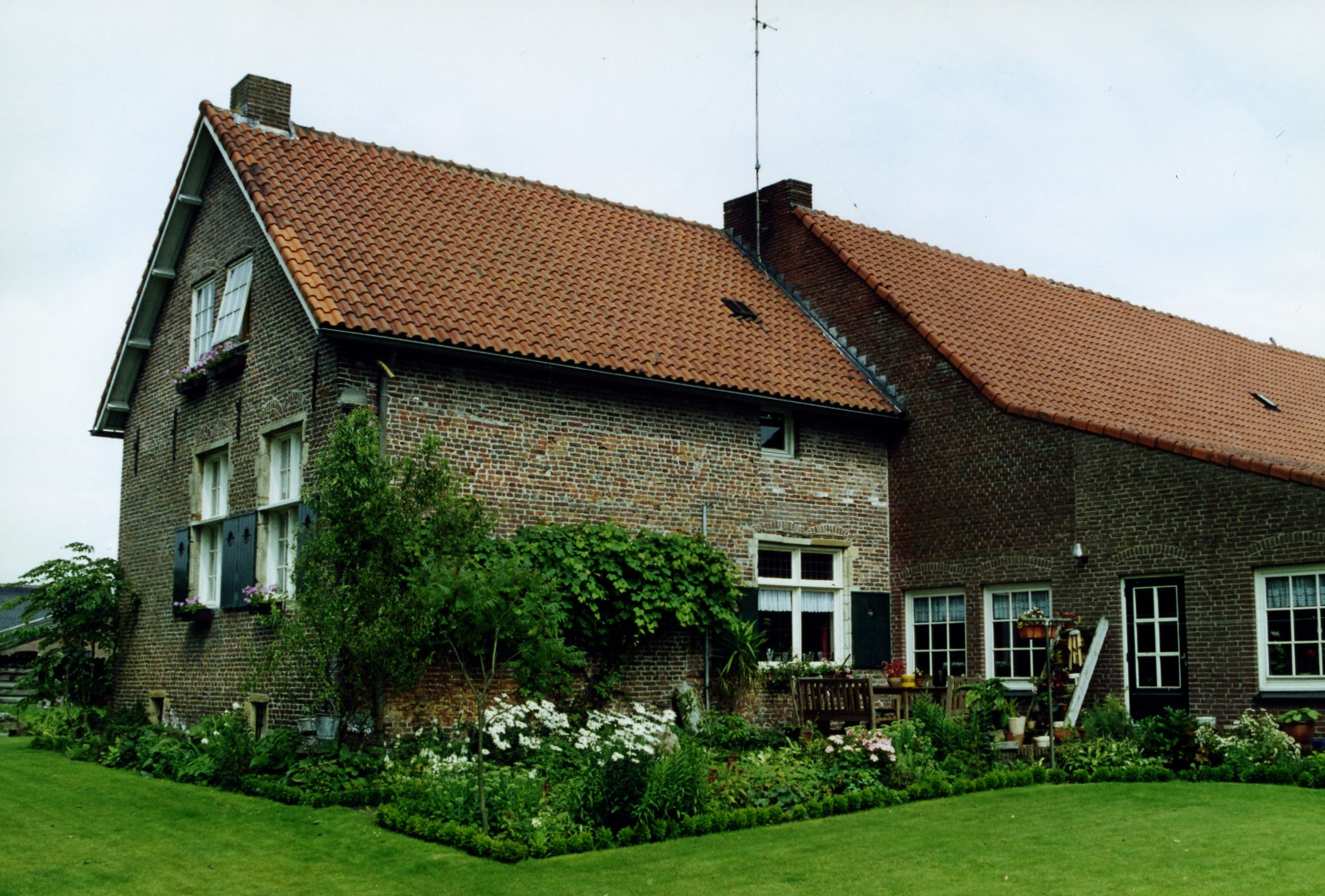
Granja
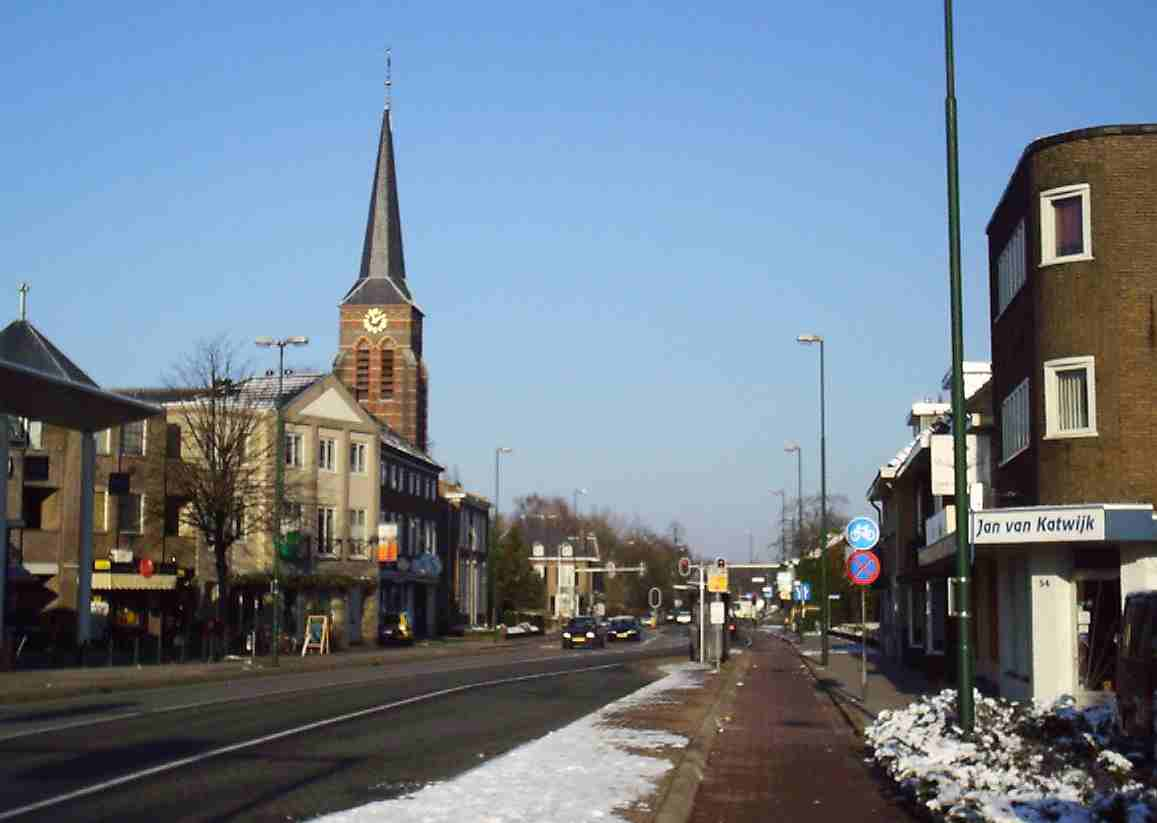
Aalst